# بیلا پود بزدیزم
بیلا پود بزدیزم (به چکی: Bělá pod Bezdězem) یک منطقهٔ مسکونی در جمهوری چک است که در ناحیه ملادا بولسلاو واقع شده‌است. بیلا پود بزدیزم ۴٬۷۶۶ نفر جمعیت دارد.